# Gemeaux
Gemeaux is een gemeente in het Franse departement Côte-d'Or (regio Bourgogne-Franche-Comté) en telt 761 inwoners (1999). De plaats maakt deel uit van het arrondissement Dijon.

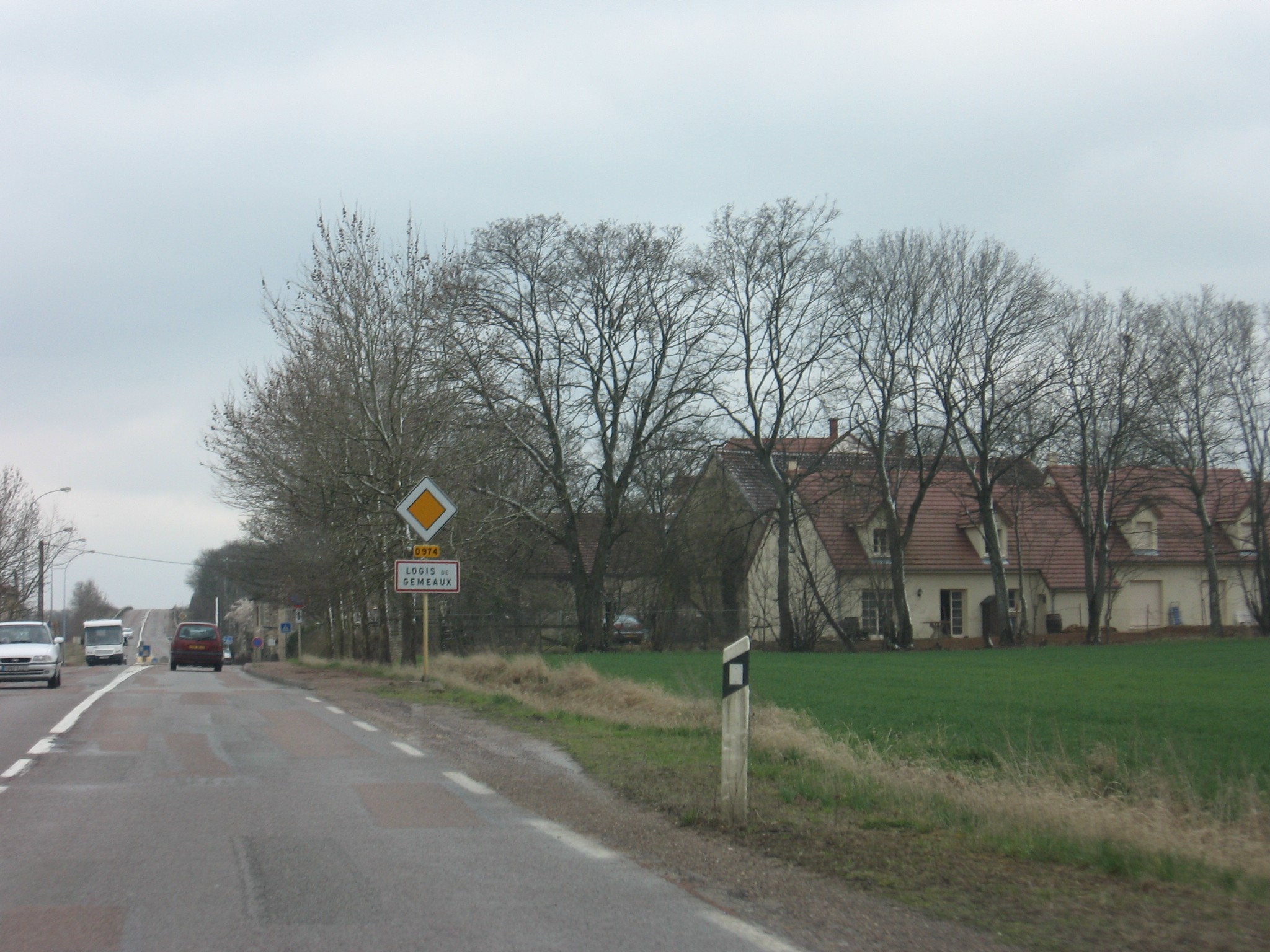
Logis de Gemeaux

## Geografie
De oppervlakte van Gemeaux bedraagt 19,6 km², de bevolkingsdichtheid is 38,8 inwoners per km².
De onderstaande kaart toont de ligging van Gemeaux met de belangrijkste infrastructuur en aangrenzende gemeenten.

## Demografie
Onderstaande figuur toont het verloop van het inwonertal (bron: INSEE-tellingen).